# Acalyptris punctulata
Acalyptris punctulata là một loài bướm đêm thuộc họ Nepticulidae. Nó được tìm thấy ở California.
Sải cánh dài 4.5-5.5 mm.
Ấu trùng ăn Ceanothus cuneatus và Rhamnus californica. The mine the leaves of their host plant. 